# 春晓
《春晓》是一首五言绝詩，作者是唐朝诗人孟浩然。写出了在春季的早晨，睡着的人醒来时所感受到的生活场景片段，描写了一种惜春的感情。

## 全文
春眠不觉晓，处处闻啼鸟。
夜来风雨声，花落知多少。

## 改编
泰国诗琳通公主将《春晓》之后补充三句诗句，改编名为《读孟浩然诗感兴》（采桃花）。